# Olympische Winterspiele 2002/Teilnehmer (Indien)
| Gelbes Symbol für Goldmedaillen mit stilisierten Olympischen Ringen | Graues Symbol für Silbermedaillen mit stilisierten Olympischen Ringen | Braundes Symbol für Bronzemedaillen mit stilisierten Olympischen Ringen |
| ------------------------------------------------------------------- | --------------------------------------------------------------------- | ----------------------------------------------------------------------- |
| —                                                                   | —                                                                     | —                                                                       |

Indien nahm an den Olympischen Winterspielen 2002 im US-amerikanischen Salt Lake City mit einem Athleten teil.
Es war die sechste Teilnahme des Landes bei Olympischen Winterspielen.

## Teilnehmer nach Sportarten

### Rennrodeln
- Shiva Keshavan
Einsitzer, Männer: 33. Platz